# الرقص على الجليد
الرقص على الجليد وهو نوع من التزلج الفني على الجليد حيث يكون داخل قاعة مغلقة وتكون مغطاة في الجليد ويؤدي الراقصون حركات ورقصات فنية على الجليد وإما يكون رقص فردي أو زوجي ويكون عادةً بين رجل وامرأة، تم إدراج هذه الرياضة في الألعاب الأولمبية الشتوية لأول مرة في سنة 1976 وفي سنة 1952 تم إنشاء بطولة العالم للرقص على الجليد خاصة بهذه الرياضة.